# Aleuti (narod)
Aleuti (Oonangan, Unangan), narod eskimsko-aleutske porodice nastanjen na Aleutskom otočju, i nekim otocima u Beringovom moru:  Komandorskim otocima, otocima Pribilof i na zapadu poluotoka Aljaska (otoci Shumagin). Neki otoci na kojima Aleuti danas žive izvorno su bili nenastanjeni (Pribilovljevi otoci), a Rusi su ih tamo prisilno naselili kao lovce na tuljane.

## Ime
Sami sebe Aleuti nazivaju Unangan (Oonangan) u značenju  'obala'  ili  'morska obala' . Naziv Aleuti, kojim ih nazivaju Rusi, dolazi moguće od domorodačkog  'aliat'  (=otok). 

## Jezik
Aleutski jezik ima nekoliko dijalekata (3) i član je eskimsko-aleutske jezične porodice.

## Populacija
U vrijeme kada ih prvi puta posjećuje Bering (1741.) populacija Aleuta iznosila je između 20.000 i 25.000. U kontaktu s vanjskim svijetom od 18. stoljeća njihova populacija opada, godine 1885. preostalo ih je manje od 4000, a pred kraj 20. stoljeća iznosi oko 2000.

## Religija
Aleuti su pripadnici ruskog pravoslavlja i animizma.

## Porijeklo i povijest
Aleuti rasno, slično Eskimima, nalikuju sibirskim narodima, i lagano se razlikuju od američkih Indijanaca. Njihova kosa je ravna i crna, očni nabor, dugi trup, relativno kratke noge, malene šake i stopala, velika glava i lice s malenim nosom. Jedna od najvećih lubanja na svijetu pripadala je mumificiranom Aleutu s otoka Kagamil s kranijalni kapacitetom preko 2,000 cm³  (vidi više). Kod Aleuta se javlja velika proporcija krvne grupe A, nadalje krvne grupe B, kod Indijanaca nepoznata a rezus faktor (RH) je pozitivan. 
Pretke Aleuta nazivaju se Paleo-Aleutima, i predstavljaju najstarije stanovništvo Aleuta, na koje su se naselili oko 2000 godina prije Krista. Bavili su se lovom na morske sisavce (kitovi, tuljani, morski lavovi). Kretali su se u kožnim čamcima poznatim kao baidarka (bidarka). Materijalna kultura poznaje predmete od kamena, kostiju i bjelokosti.
Dolaskom Rusa u 18. stoljeća zadan je presudan udarac izvornoj kulturi Aleuta, koji danas moraju tražiti druge izvore zarade, a na području Aljaske našli su ga u komercijalnom ribolovu. Glavna naselja na Aleutima u Aljaski su im Unalaska (Dutch Harbor), King Cove, Sand Point i St. Paul.
Kad su za vrijeme Drugog svjetskog rata Japanci zauzeli Aleutske otoke, Amerikanci su Aleute s Pribilovljevih otoka pod hitno evakuirali na Admiralty otok (na Funter Bay) pred jugoistočnom obalom Aljaske. Ovdje im zabraniše da govore vlastitim aleutskim jezikom, a svaki četvrti (kako kaže Snježana Ramljak), umire. Ovdje ipak dolaze u kontakt s Indijancima koji su osnovali  'Bratstvo domorodaca Aljaske'  i 1951. tužili državu zbog nepoštivanja osnovnih prava. Dvadesetsedam godina poslije sud u njihovu korist presuđuje odštetu od 8,5 milijuna dolara.

## Etnografija
Aleuti su bili narod srastao s morem, izraziti moreplovci koji su danima veslali u svojim baidarkama i kajacima i lovili tuljane, kitove i morske lavove. Doslovce su živjeli od morskih sisavaca, čijim su se mesom hranili. Njihovo ulje služilo je za rasvjetu i grijanje. Od utrobe tuljana izrađivali su kabanice, njihove parke bile su vodonepropusne, a od peraja morskih lavova pravili su potplate na obući. U svojim lovovima služili su se harpunama, mrežama i udicama. U vrijeme seobe lososa uhvaćenu ribu sušili su na suncu i pohranjivali u želucima morskih lavova i tuljana.
Bogata materijalna kultura Aleuta poznaje predmete od kamena (svjetiljke, šiljci, noževi; kostiju: vrške harpuna, udice, klinovi za cijepanje naplavnog drveta; bjelokost: labrete (usneni nakit), figurice i igle.

## Vanjske poveznice
- The Aleuts of the Pribilof Islands, Alaska
- Aleuts  Arhivirana inačica izvorne stranice od 13. svibnja 2008. (Wayback Machine)
- Aleutian History  Arhivirana inačica izvorne stranice od 9. svibnja 2008. (Wayback Machine)